# Герасим-Ёль
Герасим-Ёль — река в России, протекает в Республике Коми по территории Вуктыльского района. Правый приток реки Печора.

## География
Устье реки находится в 989 км по правому берегу реки Печора. Длина реки составляет 17 км.

## Этимология гидронима
Название связано с личным именем Герасим и коми словом ёль — «ручей», «лесная речка». Означает «ручей Герасима».

## Данные водного реестра
По данным государственного водного реестра России относится к Двинско-Печорскому бассейновому округу, водохозяйственный участок реки — Печора от водомерного поста у посёлка Шердино до впадения реки Уса, речной подбассейн реки — бассейны притоков Печоры до впадения Усы. Речной бассейн реки — Печора.
Код объекта в государственном водном реестре — 03050100212103000063085.